# Hussein Aljunied
Hussein Aljunied (c. 1943-Choa Chu Kang, 5 de marzo de 2016) fue un entrenador de fútbol singapurense.

## Biografía
Aljunied como futbolista llegó a capitanear a la selección de fútbol de Singapur en 1971. Dos años después ejercería el cargo de entrenador de la selección. Entrenó al combinado singapureño en dos etapas: Desde 1973 a 1976 y desde 1984 a 1986. Durante su segunda etapa en la selección llegó a quedar finalista de los Juegos del Sudeste Asiático en 1985 y a llegar a la primera ronda de la Copa Asiática. Además entrenó al Warriors FC desde 1981 a 1986, compaginando el cargo de entrenador con la selección. También entrenó a la selección de fútbol de Brunéi y al Tampines Rovers FC en dos ocasiones, retirándose en 1996 como entrenador.
Falleció el 5 de marzo de 2016 a los 73 años de edad tras sufrir neumonía y una insuficiencia cardíaca.

## Clubes
| Club                            | País     | Año         |
| ------------------------------- | -------- | ----------- |
| Selección de fútbol de Singapur | Singapur | 1973 - 1976 |
| Warriors FC                     | Singapur | 1981 - 1986 |
| Selección de fútbol de Singapur | Singapur | 1984 - 1986 |
| Selección de fútbol de Brunéi   | Brunéi   | 1990 - 1993 |
| Tampines Rovers FC              | Singapur | 1994        |
| Tampines Rovers FC              | Singapur | 1996        |